# Artistique-Europameisterschaft 1982

Logo CEB (ausrichtender Verband)

Veranstaltungsort:
Sant Boi de Llobregat

Die Billard-Artistique-Europameisterschaft 1982 war das 25. Turnier in dieser Disziplin des Karambolagebillards und fand vom 18. bis zum 21. Februar 1982 in Sant Boi de Llobregat, einem Vorort von Barcelona, statt.

## Modus
Gespielt wurden 76 verschiedene Figuren mit verschiedenen Punktewertungen. Jeder Teilnehmer hatte pro Figur drei Versuche. Die maximale Punktzahl betrug 500 Punkte.

Gewertet wurde wie folgt:
1. Punkte = Erzielte Punkte
2. Versuche = Anzahl der gespielten Versuche
3. gelöste Figuren = gelöste Figuren
4. % = Prozentual gelöste Figuren

## Abschlusstabelle
| Platz                        | Name               | Punkte | Versuche | gel. Figuren | %       |
| ---------------------------- | ------------------ | ------ | -------- | ------------ | ------- |
| 1                            | Raymond Steylaerts | 316    | 170      | 51           | 63,20 % |
| 2                            | Claudio Nadal      | 314    | 161      | 52           | 62,80 % |
| 3                            | Jean Bessems       | 300    | 164      | 49           | 60,00 % |
| 4                            | Jean-Luc Chiche    | 289    | 179      | 47           | 57,80 % |
| 5                            | Cayo Munoz         | 288    | 169      | 47           | 57,60 % |
| 6                            | Hans de Jager      | 228    | 180      | 37           | 45,60 % |
| 7                            | Gert Tiedtke       | 225    | 184      | 38           | 45,00 % |
| 8                            | Giuseppe Tomsich   | 211    | 191      | 34           | 42,20 % |
| 9                            | Julio Gil          | 204    | 186      | 35           | 40,80 % |
| 10                           | Robert Immervoll   | 203    | 188      | 35           | 40,60 % |
| Turnierdurchschnitt: 51,56 % |                    |        |          |              |         |